# Paul Levi
Paul Levi (ur. 11 marca 1883 w Hechingen, zm. 9 lutego 1930 w Berlinie) – niemiecki prawnik i adwokat, polityk Socjaldemokratycznej Partii Niemiec (niem. Sozialdemokratische Partei Deutschlands, SPD), Komunistycznej Partii Niemiec (niem. Kommunistische Partei Deutschlands, KPD) i Niezależnej Socjaldemokratycznej Partii Niemiec (niem. Unabhängige Sozialdemokratische Partei Deutschlands, USPD). Poseł do Reichstagu (1920–1930).
Obok Róży Luksemburg i Karla Liebknechta, jeden z założycieli KPD. Przewodniczący KPD (1919–1921), wystąpił z partii wskutek konfliktów wewnątrzpartyjnych. Założył Kommunistische Arbeitsgemeinschaft (KAG), przyłączone w 1922 do USPD z którą następnie przeszło do SPD.